# Мальцев, Павел Васильевич
Па́вел Васи́льевич Ма́льцев (17 октября 1920, Водонер, Уржумский уезд, Вятская губерния, Российская империя — 14 февраля 2003, Москва, Россия) ― советский военный деятель, военный журналист и писатель. Начальник штаба Группы советских войск в Чехословакии (1971―1976), заместитель начальника штаба Центральной группы советских войск в Германии (1969―1971). Гвардии генерал-лейтенант (1971), кандидат военных наук. Участник Великой Отечественной войны. Член ВКП(б) с 1942 года.

## Биография
Родился 17 октября 1920 года в починке Водонерский Уржумского уезда Вятской губернии (позже — деревня Водонер Мари-Турекского района Марий Эл) в крестьянской семье. Окончил Алексеевскую 7-летнюю начальную школу родного района, в 1937 году ― 1 курс Нартасского сельскохозяйственного техникума Мари-Турекского района Марийской АССР, рабфак в Елабуге Татарской АССР. Затем поступил на физико-математический факультет Марийского педагогического института имени Н. К. Крупской.
20 ноября 1939 года призван в РККА. В 1941 году окончил Пуховичское военно-пехотное училище в Белоруссии. Великую Отечественную войну встретил в конце июня 1941 года на эстонско-латвийской границе командиром пулемётного взвода 468-го стрелкового полка 111-й стрелковой дивизии (с 17 марта 1942 года ― 24-я гвардейская стрелковая дивизия). До октября 1942 года оборонял Псков, Остров, Лугу и Ленинград. В том же году принят в ВКП(б). Далее служил в должности помощника начальника оперативного отделения штаба 24-й гвардейской стрелковой дивизии. С декабря 1942 года участвовал в Сталинградской битве. Помимо этого, воевал на Ленинградском, Северо-Западном, Волховском, 4-м Украинском, Белорусском и 1-м Прибалтийском фронтах, начальник оперативного отдела штаба 1-го гвардейского стрелкового корпуса. Войну закончил в Кёнигсберге в звании гвардии майора, с капитуляцией Курляндской группировки врага 8 мая 1945 года.
В 1947 году окончил Военную академию им. М. В. Фрунзе, где одним из его однокурсников был прославленный лётчик, трижды Герой Советского Союза А. И. Покрышкин. В 1957 году окончил Военную академию Генерального штаба. До 1957 года служил в одном из главных управлений Министерства обороны СССР, через 3 года был направлен в войска Закавказского военного округа начальником оперативного отдела штаба корпуса, размещавшегося в Степанакерте (Нагорный Карабах). С 1957 года служил в Центральном управлении Министерства обороны СССР, Главном оперативном управлении Генштаба СССР. Здесь был начальником отдела оперативного управления штаба Туркестанского военного округа, также командовал 68-й мотострелковой дивизией в пустыне Кара-Кум. В 1969―1971 годах был заместителем начальника штаба Группы советских войск в Германии, в 1971―1976 годах ― начальником штаба Центральной группы войск в Чехословакии. Дослужился до генерал-лейтенанта (1971), стал кандидатом военных наук. После увольнения из рядов Советской армии 16 июня 1965 года работал в Генштабе и Российском комитете ветеранов войн.
За военные заслуги награждён 40 орденами и медалями.
Является автором литературных произведений, членом Союза писателей России. В 1993 году написал повесть об истории родной деревни «Неизведанный путь: повесть моей жизни», которая вышла в свет в том же году в Марийском книжном издательстве в Йошкар-Оле.
Был членом редакционного совета и одним из составителей трёхтомника воспоминаний и документов «Живая память. Великая Отечественная война: правда о войне».
Скончался 14 февраля 2003 года в Москве.

## Военные награды
- Орден Красного Знамени (03.02.1942; дважды)[1][2]
- Орден Отечественной войны I степени (1944)[1][2]
- Орден Отечественной войны II степени (1985)[2]
- Орден Красной Звезды (04.02.1943; 1944; ещё один)[2][9]
- Орден Дружбы народов[1]
- Орден ГДР (дважды)[2][3]
- Орден Чехословакии[2][3]
- Медаль «За оборону Сталинграда»[4]
- Медаль «За победу над Германией в Великой Отечественной войне 1941―1945 гг.» (09.05.1945)[4]
- Медаль «За доблестный труд. В ознаменование 100-летия со дня рождения Владимира Ильича Ленина» (1970)
- Медаль «50 лет Монгольской Народной Армии» (15.03.1971)[10]
- Медаль «30 лет БНА» (14.09.1974)[11]
- Медаль «30 лет освобождения Румынии» (18.11.1974)[12]